# کوسوکه اوتا (بازیکن فوتبال، زاده ۱۹۸۲)
کوسوکه اوتا (ژاپنی: 太田 康介؛ زادهٔ ۲۶ اکتبر ۱۹۸۲) یک بازیکن فوتبال اهل ژاپن است.
از باشگاه‌هایی که در آن بازی کرده‌است می‌توان به باشگاه فوتبال ماچیدا زلویا، باشگاه فوتبال زویگن کانازاوا و باشگاه فوتبال ایماباری اشاره کرد.